# Šnajdrova vila
Šnajdrova vila v Kladně v Saskově ulici čp. 1695 je dílem architekta Jaroslava Rösslera. Sloužila jako bydliště a zároveň tiskárna vydavatele Jaroslava Šnajdra (1872–1941). Je včetně pozemku památkově chráněna od roku 1958.

## Historie
Po dokončení studií na vídeňské Akademii výtvarných umění Jaroslav Rössler roku 1910 vyprojektoval v duchu moderní české architektury několik domů v Kladně. Nejvýznamnějším projektem byl rodinný dům spojený s tiskárnou pro kladenského nakladatele Jaroslava Šnajdra. 
Jaroslav Šnajdr původně spoluvlastnil tiskárnu s Otakarem Janáčkem v Poděbradově ulici. Samostatnou koncesi získal v roce 1906, vydával periodika a později i knihy. V roce 1910 se oženil se studentkou farmacie, dcerou unhošťského lékárníka, a z téhož roku pochází projekt novostavby od Jaroslava Rösslera. Vila byla dokončena roku 1911. Obytný prostor je v ní propojen s tiskárnou a obchodními místnostmi. Šnajdr zde vybudoval úspěšné vydavatelství, známým se stal zejména vydáváním Rabíndranátha Thákura s grafickou úpravou Stanislava Kulhánka a Jaroslava Maříka. Dům byl v roce 1911 součástí rozsáhlé II. jubilejní dělnické výstavy v Kladně.
Po Šnajdrově smrti vedla podnik další léta jeho žena, od dubna 1946 do zániku vydavatelství roku 1947 syn Pravoslav Šnajdr.
Po roce 1948, kdy dům pozbyl svoji původní funkci, začal chátrat. Z obou stran domu byly odstraněny nápisy KNIHTISKÁRNA J. ŠNAJDRA, které upoutávaly zdálky pozornost. Původní vzhled byl úpravami změněn.
Od roku 1967 v bývalé tiskárně byla umístěna tržnice. Architektonický vzhled budovy byl výrazně narušen. Byly nejen odstraněny původní nápisy, vyměněna původní okna a vstupní dveře za hliníkové, byly omítnuty i původní režné cihly.
Po pádu komunismu byl dům restituován potomkům stavebníka, postupně byl opravován. Majitel domu v roce 1990 v přízemí zřídil obchod s elektronikou, ten byl roku 2023 zrušen.

## Popis
Vila vzdáleně připomíná dům pražského nakladatele Jana Laichtera z let 1908–1909 od architekta Jana Kotěry, Rösslerova učitele. Šnajdrův dům byl dokončen v roce 1911 a připojil se jako mimopražský projekt k moderním pražským nakladatelským domům Jana Laichtera, Jana Štence a Mojmíra Urbánka.
Architekt výborně propojil rodinnou část domu s tiskárnou a zároveň ji mistrně zasadil do okolní současně vznikající zástavby na rohu tehdy Amálské (dnes Saskovy) ulice a Nového náměstí (dnes Náměstí Svobody).
Dům je patrový s obchodem v přízemí a obytným prvním patrem, navazujícím na provozní budovu tiskárny, která měla samostatný vchod z dnešní Saskovy ulice. Do obytné části domu se vchází hlavními vstupními dveřmi z náměstí.
Styl moderní architektury charakterizuje kombinace režného cihlového zdiva a šedě omítnuté plochy. Dům upoutá i geometrickým rozvržením plochy domu v obou částech viděných zvenčí.
Směrem do náměstí jsou v obytné části domu v patře tři trojdílná okna, nad nimiž dříve býval nápis. Na střeše provozní části (část v Saskově ulici) byla vybudována zahradní terasa se zábradlím, do které se vcházelo z bytu. Dosud je zahrada z větší části zachovalá, původní zábradlí však zaniklo.

## Galerie

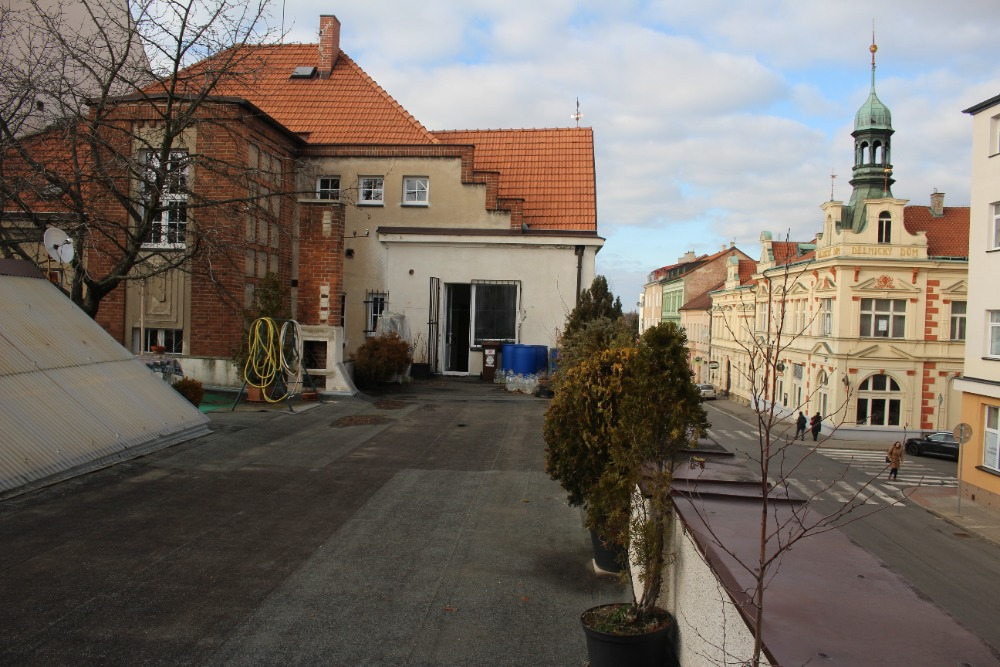
Zahradní terasa vily, dnešní stav
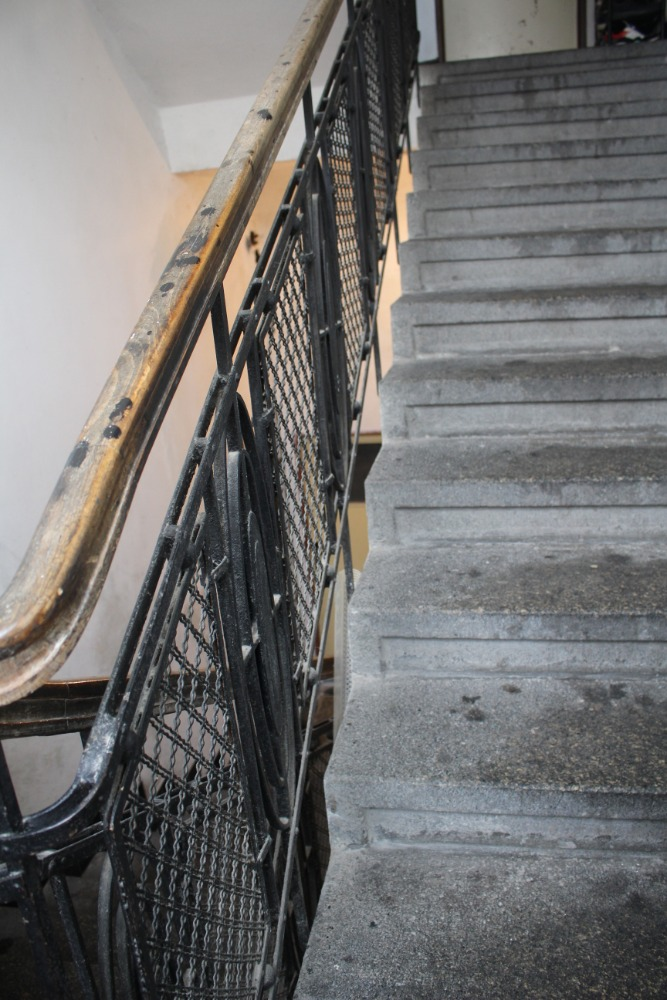
Původní schodiště v domě
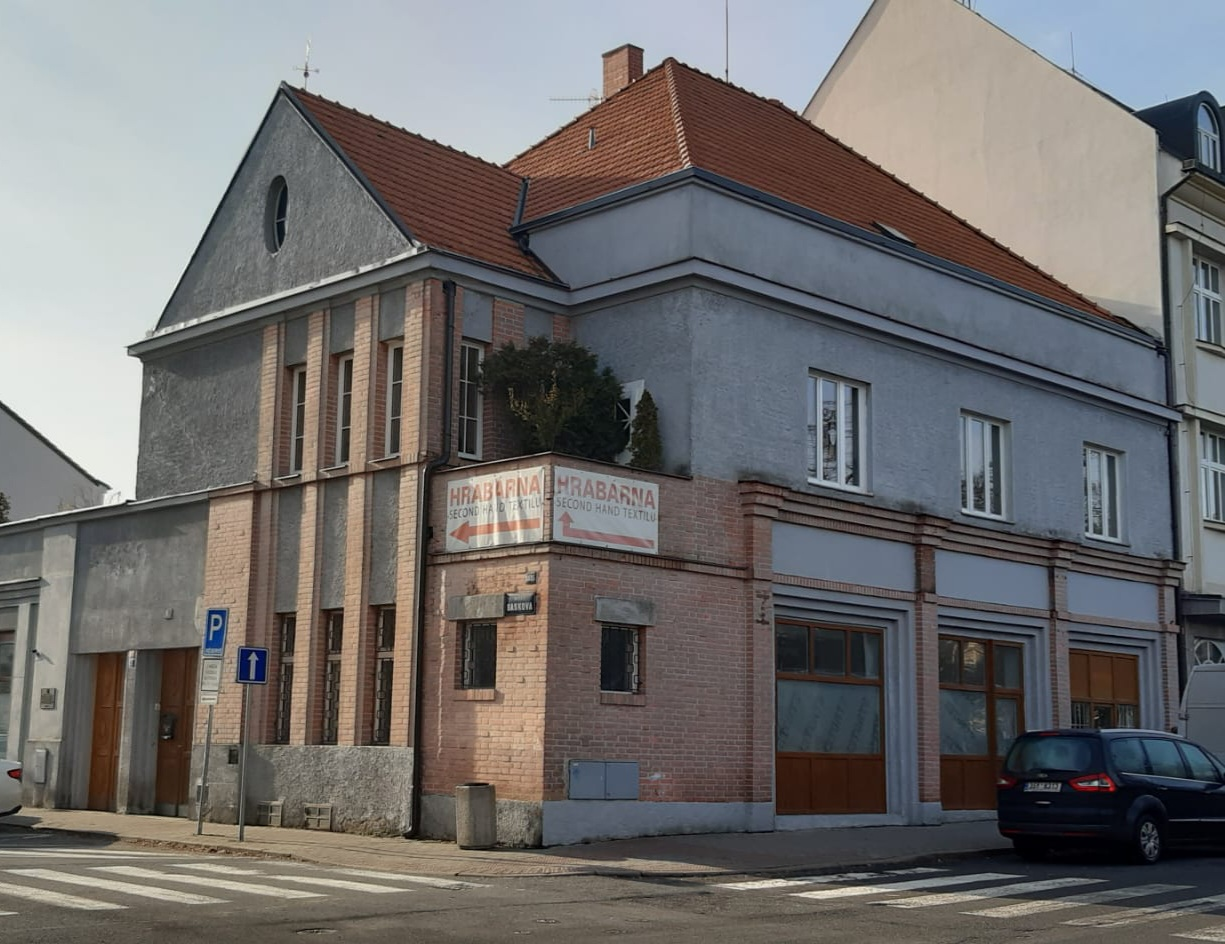
Budova Šnajdrovy tiskárny
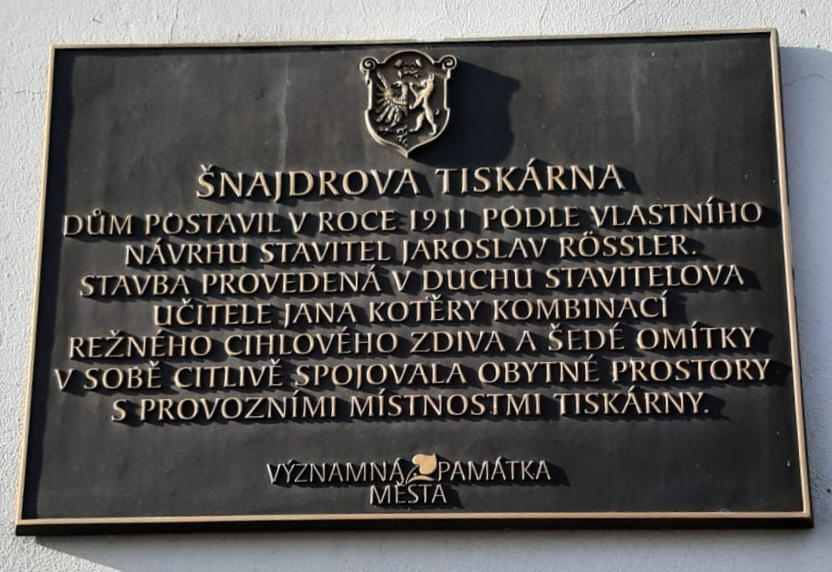
Pamětní deska na budově
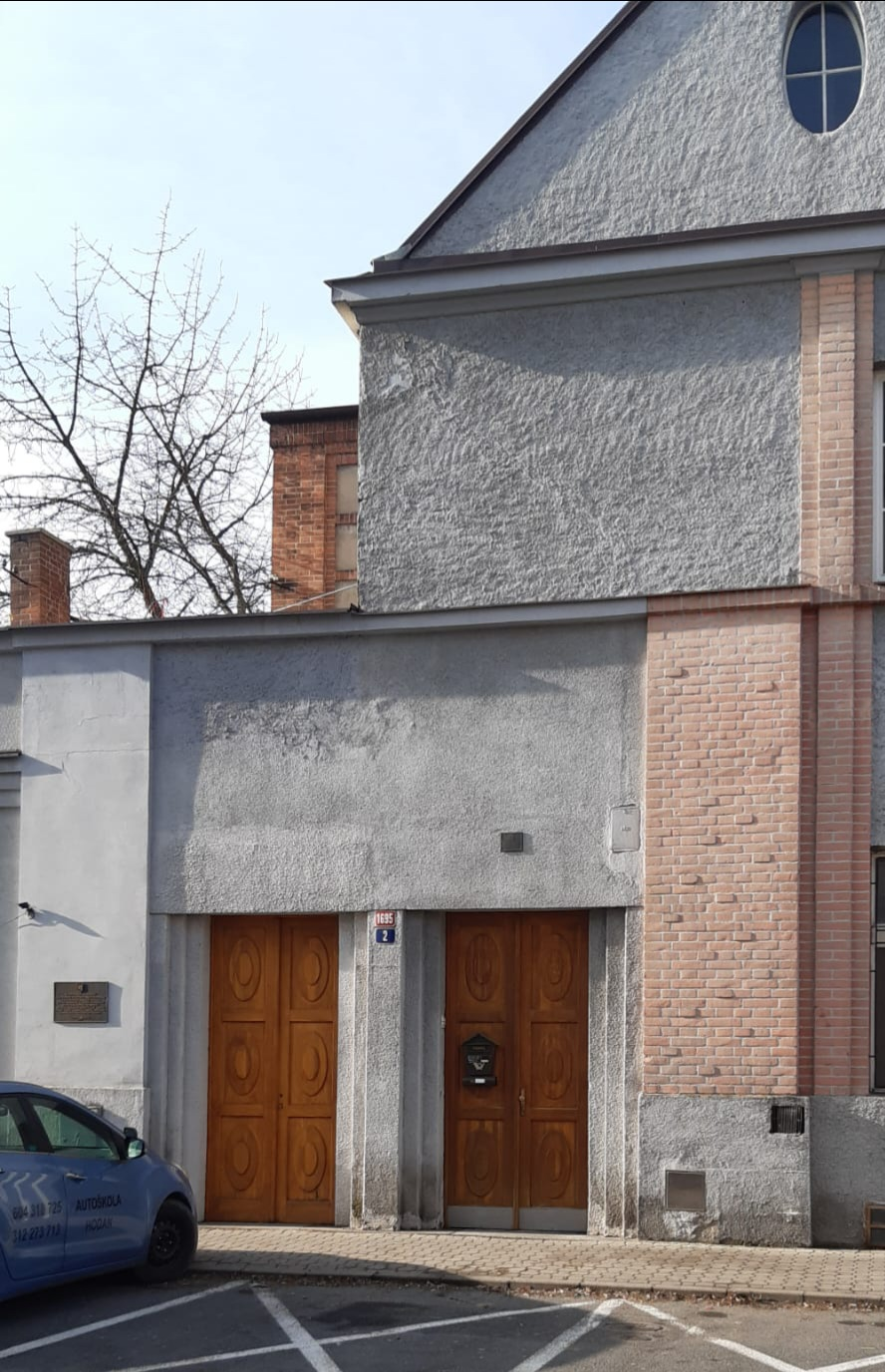
Boční vstupní dveře do bývalé tiskárny